# Lăng Trường Phong
Lăng Trường Phong (tên Hán 長豐陵), tức lăng Túc Tôn Hiếu Ninh Hoàng Đế - Nguyễn Phúc Chú (Thụ) (sinh ngày 14 tháng 1 năm 1697 - mất ngày 7 tháng 6 năm 1738), là vị Chúa thứ 7 của 9 đời Chúa Nguyễn, còn gọi là chúa Ninh hay Nguyễn Túc Tông.

## Vị trí
Lăng tọa lạc ở núi Định Môn, huyện Hương Trà, nay thuộc làng Định Môn, xã Hương Thọ, thành phố Huế. Lăng nằm ở tả ngạn dòng Tả Trạch, bên cạnh khe Trường Phong, cách bờ sông gần 2 km, cách trung tâm thành phố Huế khoảng 12 km về phía nam.
Lăng Trường Phong nằm cách Lăng Gia Long khoảng 600m về hướng tây-tây bắc.

## Bố cục kiến trúc
Lăng xoay mặt về hướng chính bắc. Trước mặt lăng có một chiếc sân hình chữ nhật (7,5mx28m) và có hệ thống 18 bậc cấp để lên sân.
Mô thức xây dựng lăng tương tự các lăng chúa Nguyễn khác. Lăng gồm 2 vòng thành. Vòng ngoài chu vi 121m, thành cao 2,53m. Vòng thành trong chu vi 66,5m, thành cao 2,02m. Bình phong sau cổng vào lăng và bình phong sau mộ không còn giữ được các hình khắc nguyên bản.
Mộ gồm 2 tầng. Tầng trên rộng 145 cm, dài 251 cm, cao 20 cm. Tầng dưới rộng 210 cm, dài 271 cm, cao 22 cm. Trước mộ không còn hương án như các lăng khác.

## Tình trạng
Sau một thời gian xuống cấp thì lăng Trường Phong được trùng tu vào năm 2024.